# Nazionale di ciclismo su pista dell'Italia
La nazionale italiana di ciclismo su pista è la selezione dei ciclisti e delle cicliste che rappresentano l'Italia nelle competizioni ciclistiche internazionali riservate alle squadre nazionali. Prende parte alle prove dei mondiali di ciclismo su pista e dei Giochi olimpici

## Medaglie

### Giochi olimpici
L'Italia ai Giochi olimpici ha conquistato 40 medaglie nelle gare su pista, 38 in campo maschile e due (entrambe d'oro con Antonella Bellutti), in campo femminile.
| Specialità                         | Oro | Argento | Bronzo | Totale |
| ---------------------------------- | --- | ------- | ------ | ------ |
| Madison maschile                   | 0   | 0       | 1      | 1      |
| Gara a punti maschile              | 3   | 0       | 0      | 3      |
| Inseguimento individuale maschile  | 1   | 1       | 0      | 2      |
| Inseguimento a squadre maschile    | 8   | 3       | 1      | 12     |
| Velocità individuale maschile      | 4   | 3       | 2      | 9      |
| Chilometro da fermo maschile       | 2   | 2       | 0      | 4      |
| Tandem maschile                    | 3   | 0       | 2      | 5      |
| Omnium maschile                    | 1   | 0       | 1      | 2      |
| Gara a punti femminile             | 1   | 0       | 0      | 1      |
| Inseguimento individuale femminile | 1   | 0       | 0      | 1      |
| Totale                             | 24  | 9       | 7      | 40     |

#### Velocità individuale maschile
Risultati
Nella velocità individuale maschile ai Giochi olimpici l'Italia ha conquistato 9 medaglie: 4 ori, 3 argenti e 2 bronzi. Si esclude l'oro di Francesco Verri ai Giochi olimpici intermedi del 1906.
| Olimpiade              | Risultato | Atleta               |
| ---------------------- | --------- | -------------------- |
| Los Angeles 1932       | Bronzo    | Bruno Pellizzari     |
| Londra 1948            | Oro       | Mario Ghella         |
| Helsinki 1952          | Oro       | Enzo Sacchi          |
| Melbourne 1956         | Argento   | Guglielmo Pesenti    |
| Roma 1960              | Oro       | Sante Gaiardoni      |
| Roma 1960              | Bronzo    | Valentino Gasparella |
| Tokyo 1964             | Oro       | Giovanni Pettenella  |
| Tokyo 1964             | Argento   | Sergio Bianchetto    |
| Città del Messico 1968 | Argento   | Giordano Turrini     |

#### Inseguimento a squadre maschile
Risultati
| Olimpiade              | Risultato      | Componenti                                                                  |
| ---------------------- | -------------- | --------------------------------------------------------------------------- |
| Anversa 1920           | Oro            | Arnaldo Carli Ruggerio Ferrario Franco Giorgetti Primo Magnani              |
| Parigi 1924            | Oro            | Angelo De Martini Alfredo Dinale Aurelio Menegazzi Francesco Zucchetti      |
| Amsterdam 1928         | Oro            | Cesare Facciani Giacomo Gaioni Mario Lusiani Luigi Tasselli                 |
| Los Angeles 1932       | Oro            | Nino Borsari Marco Cimatti Alberto Ghilardi Paolo Pedretti                  |
| Berlino 1936           | Argento        | Bianco Bianchi Mario Gentili Armando Latini Severino Rigoni                 |
| Londra 1948            | Argento        | Arnaldo Benfenati Guido Bernardi Anselmo Citterio Rino Pucci                |
| Helsinki 1952          | Oro            | Loris Campana Mino De Rossi Guido Messina Marino Morettini                  |
| Melbourne 1956         | Oro            | Antonio Domenicali Leandro Faggin Franco Gandini Valentino Gasparella       |
| Roma 1960              | Oro            | Luigi Arienti Franco Testa Mario Vallotto Marino Vigna                      |
| Tokyo 1964             | Argento        | Cencio Mantovani Carlo Rancati Luigi Roncaglia Franco Testa                 |
| Città del Messico 1968 | Bronzo         | Lorenzo Bosisio Cipriano Chemello Giorgio Morbiato Luigi Roncaglia          |
| Monaco di Baviera 1972 | elim. batteria | Pietro Algeri Giacomo Bazzan Giorgio Morbiato Luciano Borgognoni            |
| Montréal 1976          | elim. batteria | Sandro Callari Cesare Cipollini Rino De Candido Giuseppe Saronni            |
| Mosca 1980             | 4º posto       | Pierangelo Bincoletto Guido Bontempi Ivano Maffei Silvestro Milani          |
| Los Angeles 1984       | 4º posto       | Roberto Amadio Massimo Brunelli Maurizio Colombo Silvio Martinello          |
| Seul 1988              | 6º posto       | Ivan Beltrami Gianpaolo Grisandi David Solari Fabrizio Trezzi Fabio Baldato |
| Barcellona 1992        | 4º posto       | Ivan Beltrami Rossano Brasi Ivan Cerioli Fabrizio Trezzi Giovanni Lombardi  |
| Atlanta 1996           | 4º posto       | Adler Capelli Mauro Trentini Andrea Collinelli Cristiano Citton             |
| Sydney 2000            | 11º posto      | Mario Benetton Adler Capelli Cristiano Citton Marco Villa                   |
| Atene 2004             | non part.      | -                                                                           |
| Pechino 2008           | non part.      | -                                                                           |
| Rio de Janeiro 2016    | 6º posto       | Liam Bertazzo Simone Consonni Filippo Ganna Francesco Lamon                 |
| Tokyo 2020             | Oro            | Simone Consonni Filippo Ganna Francesco Lamon Jonathan Milan                |
| Parigi 2024            | Bronzo         | Simone Consonni Filippo Ganna Francesco Lamon Jonathan Milan                |

#### Omnium maschile
Risultati
| Olimpiade           | Risultato | Atleta       |
| ------------------- | --------- | ------------ |
| Rio de Janeiro 2016 | Oro       | Elia Viviani |
| Tokyo 2020          | Bronzo    | Elia Viviani |
| Parigi 2024         | 9º posto  | Elia Viviani |